# غوغر تشين لو
غوغر تشين‌ لو هي قرية في مقاطعة ميانة، إيران. عدد سكان هذه القرية هو 92 في سنة 2006.